# Contabilidad financiera
La contabilidad financiera se encarga de resumir, analizar e informar las transacciones financieras pertenecientes a un negocio. Calculando los eventos economicos y naturales cuantificables.  Esto implica la preparación de los estados contables financieros disponibles para consulta pública. Los accionistas, proveedores, bancos, empleados y administraciones públicas, entre otros, usan esta información para tomar decisiones.
La contabilidad financiera está regida por los estándares de contabilidad locales e internacionales. Esta incluye los estándares, convenciones y reglas que los contables siguen en el registro, resumen y preparación de estados contables financieros. Por otro lado, las Normas Internacionales de Información Financiera (IFRS por sus siglas en inglés) son un conjunto de estándares de contabilidad que declaran como ciertas transacciones y otros acontecimientos tendrían que ser informados en los estados contables. Las IFRS son establecidas por la Junta de Normas Internacionales de Contabilidad (IASB por sus siglas en inglés). A medida que los IFRS han sido más y más aplicados en la escena internacional, se ha mejorado la consistencia y comparabilidad de los informes financieros entre las organizaciones globales. 
Mientras la contabilidad financiera suele usarse para preparar información contable para personas y actores externos de la organización o no implicadas en el día a día de la compañía, la contabilidad de gestión proporciona información contable para apoyar a la dirección a tomar mejores decisiones y para dirigir el día a día del negocio.

## Objetivos
La contabilidad financiera y el reporte financiero son a menudo utilizados como sinónimos.
- Según la IFRS, el objetivo del reporte financiero es:

Proporcionar información financiera sobre la organización que reporta para que sea útil a inversores potenciales, prestamistas y otros acreedores para tomar decisiones sobre proporcionar recursos a la entidad.
- Según la Asociación de Contabilidad Europea:

El mantenimiento del capital es un objetivo del reporte financiero. por eso la contabilidad es muy importante para la comunidad y nacionalidad del proceso boliviano

## Principios contables
La contabilidad financiera es la preparación de estados contables financieros que pueden ser consultados por cualquiera que tenga interés en un negocio. Cuando se hacen declaraciones financieras, se tienen que cumplir con los siguientes principios:
- Relevancia: La contabilidad financiera tiene que ser específica y útil para la toma de decisiones, pues de lo contrario no tendría sentido en realizar el proceso.
- Materialidad: La información es material si su omisión o algún error en la misma pueden influir en las decisiones económicas de los interesados con base en las declaraciones financieras.
- Confiabilidad: La contabilidad tiene que estar libre de sesgo o errores significativos. Los gerentes tienen que poder confiar en que lo que se declara es correcto. Debe evitarse que información que sea altamente pertinente no sea muy fiable, y viceversa.
- Claridad: Los informes de contabilidad tienen que ser expresados lo más claramente posible y tienen que ser entendidos por aquellos a quien la información es pertinente.
- Comparabilidad: Los informes financieros de periodos diferentes tendrían que ser comparables unos con otros para sacar conclusiones significativas sobre las tendencias en la posición y rendimiento financieros de una entidad a lo largo del tiempo. La comparabilidad puede ser asegurada al aplicar los mismos principios de contabilidad o, cuando se realicen cambios, indicarlos adecuadamente.

## Tipos de estados contables financieros

### Estado de flujos de efectivo
El estado de flujos de efectivo considera las entradas y salidas de efectivo concreto dentro del periodo declarado. El concepto general de un estado de flujos de efectivo es como sigue: Entrada de efectivo - Salida de efectivo + Balance inicial = Balance final
Ejemplo 1: A principio de septiembre, Ellen empezó con $5 en su cuenta bancaria. Durante aquel mes mismo, Ellen tomó prestado $20 de Tom. Al final del mes, Ellen compró un par de zapatos por $7. El estado de flujos de efectivo de Ellen para el mes de septiembre se vería así:
- Entrada de efectivo: $20
- Salida de efectivo: $7
- Balance inicial: $5
- Balance final: $20 – $7 + $5 = $18

Ejemplo 2: A principio de junio, WikiTables, una compañía que compra y reventa de mesas, vendió 2 mesas. Originalmente compraron las mesas a $25 cada una, y las vendió a un precio de $50 por mesa. La primera mesa fue pagada en efectivo y la segunda fue comprada a crédito. El estado de flujo de efectivo de WikiTables para el mes de junio se vería así:
- Entrada de efectivo: $50 - Cuando WikiTables ha recibido en efectivo para la primera mesa. No recibió dinero efectivo para la segunda mesa (vendida a plazos de crédito).
- Salida de efectivo: $50 - Cuando originalmente compraron las 2 mesas para revender.
- Balance inicial: $0
- Balance final: $50 – 2*$25 + $0 = $50–50 = $0 - El flujo de efectivo para el mes de junio para WikiTables es $0 y no $50.

Importante: El estado de flujo de efectivo sólo considera el intercambio de dinero real, e ignora lo que la persona en cuestión debe o está debido.

### Estado de resultados (Estado de Pérdidas y Ganancias)
El estado de resultados indica los cambios en el valor de las cuentas de una empresa durante un período determinado (más comúnmente un año fiscal) y puede comparar los cambios con los cambios en las mismas cuentas durante el período anterior. Todos los cambios se resumen en el total final como beneficio neto, que a menudo se denomina "pérdida neta" cuando el ingreso es menor que cero.
El beneficio o la pérdida están determinados por:
Ingresos por ventas – Costo de los bienes o servicios vendidos – Gastos fijos, financieros y extraordinarios + Ingresos financieros y extraordinarios – Impuestos pagados = Resultado 
- Si el resultado es negativo, es una pérdida.
- Si el resultado es positivo, es un beneficio.

### Balance general (Estado de situación Financiera)
El balance general o de situación es el estado contable financiero que muestra los activos, pasivos y recursos propios de una empresa en una fecha específica, usualmente el final del año fiscal reportado en el estado de resultados correspondiente. Los activos son iguales a la suma de los pasivos y los recursos propios. El balance ayuda a mostrar el estado de una compañía. 
Las normas contables a menudo establecen un formato general que las empresas deben seguir al presentar sus balances. Normalmente, las IFRS requieren que las compañías reporten activos y pasivos corrientes separadamente de los montos no corrientes.
Los activos corrientes incluyen:
- Efectivo - Dinero físico

- Cuentas por cobrar - Ingresos devengados pero aún no cobrados

- Inventario de mercancías - Consiste en bienes y servicios que una empresa posee actualmente hasta que termina vendiéndose

- Valores negociables - Acciones y bonos que una empresa ha invertido en otras empresas

- Gastos pagados por adelantado - Gastos pagados por adelantado pero que corresponden a ejercicios subsiguientes

Los activos no corrientes incluyen activos fijos o de largo plazo y activos intangibles:
- Activos fijos (a largo plazo)
  - Propiedades
  - Edificios
  - Equipos (tales como maquinaria, equipos informáticos, instalaciones, mobiliario, etc.)

- Activos intangibles
  - Derechos de autor
  - Marcas registradas
  - Patentes
  - Fondo de comercio

Los pasivos incluyen:
- Pasivos corrientes
  - Cuentas por pagar
  - Dividendos pagables (ganancias no retenidas)
  - Salarios de los empleados pendientes de pago
  - Deuda pagable a corto plazo (durante el ejercicio fiscal siguiente)

- Pasivos a largo plazo
  - Préstamos a largo plazo (más allá de un año)
  - Bonos a pagar

Los pasivos generalmente contienen el término "pagable" o "pendiente de pago" en un balance general.
Los recursos propios son representados de manera diferente dependiendo del tipo de propiedad empresarial. La propiedad empresarial puede ser en la forma de un único propietario (persona física), una sociedad de negocios (varios socios), o una corporación. Los recursos o fondos propios normalmente son acciones comunes (en el caso de sociedades anónimas o SA) o participaciones (para sociedades de responsabilidad limitada o SL), primas de emisión (en casos en que se producen incorporaciones de nuevos socios o ampliaciones de capital) y ganancias retenidas (los ingresos que se mantuvieron en la compañía en ejercicios con beneficio y pasan a formar parte de lo que se denominan reservas). Las ganancias retenidas provienen de la declaración de ganancias retenidas, surgida del acuerdo del órgano de gobierno sobre la aplicación de resultados del ejercicio anterior y que se plasma posteriormente en el balance general o de situación del siguiente ejercicio.

## Conceptos básicos
La suposición de la unidad monetaria estableUno de los principios básicos en contabilidad es la suposición de la "unidad monetaria estable": "La unidad de la medida en contabilidad será la unidad de dinero de la base de la moneda más pertinente. Esta suposición también asume que la unidad de medida es estable; esto es, cambios en su poder adquisitivo general no son considerados lo suficientemente importante para requerir ajustes a las declaraciones financieras básicas.”
La Contabilidad de Coste Histórico, es decir, el mantenimiento capital financiero en unidades monetarias nominales, está basado en la suposición de la unidad monetaria estable, bajo el cual los contables sencillamente suponen que el dinero, la unidad monetaria de medida, es perfectamente estable en valor real para el propósito de medir: 
- Elementos monetarios no catalogados por inflación diariamente en términos de CPI diario y
- Elementos no monetarios con valor real constante no actualizados diariamente en plazos de CPI diario durante inflación y deflación baja y alta .

Unidades de poder adquisitivo constanteLa suposición de unidad monetaria estable no es aplicada durante la hiperinflación. La IFRS requiere a las organizaciones implementar el mantenimiento del capital en unidades de poder adquisitivo constante basado en el "IAS 29 Financial Reporting in Hyperinflationary Economies".
Los contables financieros producen estados contables financieros basados en los estándares de contabilidad en una jurisdicción dada. Estos estándares pueden ser los Principios de Contabilidad generalmente aceptados de un país respectivo, los cuales son típicamente emitidos por una entidad encargada de establecer los estándares a nivel nacional, o las Normas Internacionales de Información Financiera, las cuales son emitidas por la Junta de Normas lnternacionales de Contabilidad.
La contabilidad financiera tiene los siguientes propósitos:
- producir declaraciones financieras con propósito general,
- producir la información utilizada por la administración de una entidad empresarial para tomar decisiones, hacer planes y hacer evaluación de rendimiento y
- producir declaraciones financieras para alcanzar requisitos reguladores.

### Devengo
El devengo es uno de los postulados básicos de la contabilidad, descrito en la NIF A2 "Postulados Básicos" en la cual lo define como: "Los efectos derivados de las transformaciones internas y de otros eventos, que la han afectado económicamente, deben reconocerse contablemente en su totalidad, en el momento en el que ocurren, independientemente de la fecha en que se consideren realizados para fines contables.
Esto quiere decir que, las transacciones afectaran la información financiera de la entidad en el momento en el que de lugar la transformación y no cuando se venda o haya un flujo de efectivo en el, esto no excluye que pueda ser así. Ejemplo 
Un ingreso, se reconoce como tal en el Estado de Resultados, cuando se haya transmitido el derecho del bien en cuestión y haya un precio identificable, no necesariamente cuando este haya sido cobrado, es decir, no necesariamente cuando haya un flujo de efectivo. 

## Objetivos de contabilidad financiera
- Registro sistemático de transacciones: El objetivo básico de contabilidad es sistemáticamente registrar los aspectos financieros de transacciones empresariales (i.e. "hacer los libros"). Las transacciones registradas son más tarde clasificadas y resumidas lógicamente para la preparación de declaraciones financieras y para su análisis e interpretación.[12]
- Comprobación de los resultados de las transacciones registradas: El contable prepara cuentas de beneficio y cuentas de pérdida para saber el resultado de las operaciones empresariales por un periodo particular de tiempo. Si los gastos superan los ingresos, entonces se dice que la empresa está corriendo bajo pérdida. Las cuentas de beneficio y pérdida ayudan a la administración y a los inversionistas -potenciales o actuales- en tomar decisiones racionales. Por ejemplo, si no se puede probar que un negocio  es remunerante o provechoso, la causa de tal estado puede ser investigado por la administración para tomar acción.
- Comprobación de la posición financiera de la empresa: Los hombres de negocio no están sólo interesados en saber el resultado del negocio en términos de beneficios o pérdidas por un periodo particular, sino también de aquello que debe (pasivos) a otros y qué posee (activos) en una fecha específica. Para saber esto, el contable prepara una balance general en una fecha particular y ayuda en constatar la salud financiera del negocio.
- Proporcionar información a los usuarios para hacer decisiones racionales: La contabilidad como ‘lengua empresarial' comunica el resultado financiero de una empresa a varios grupos de interés mediante declaraciones financieras. La contabilidad pretende cubrir las necesidades de información financieras y ayuda en hacer decisiones racionales.
- Para saber la posición de solvencia: Al preparar la hoja de equilibrio, la administración no sólo revela lo que la empresa tiene y debe por, pero también da información sobre su capacidad de paga sus pasivos a corto plazo (posición de liquidez) y también a largo plazo (posición de solvencia) además de cuanto se debe y cuando se debe pagar.

## Definición gráfica
La ecuación de contabilidad (Equidad de los dueños (Recursos propios) = Pasivos +  Activos) y las declaraciones financieras son los temas principales de la contabilidad financiera.
El balance de comprobación, el cual es normalmente preparado utilizando el sistema de contabilidad de partida doble, forma la base para preparar las declaraciones financieras. Todas las figuras en el equilibrio de prueba son rearregladas para preparar una declaración de beneficio y pérdida en el balance general. Los estándares de contabilidad determinan el formato para estas cuentas. Las declaraciones financieras muestran los ingresos y gastos para la compañía y un resumen de los activos, pasivos y la equidad de los dueños o los     accionistas de la compañía en la fecha en la cual las cuentas fueron preparadas.
Los activos y los gastos tienen equilibrios de débito normal, i.e., estos tipos de cuentas aumentan si son debitadas.
Los pasivos, ingresos, y el capital tienen equilibrios de crédito normal, i.e., estos tipos de cuentas aumentan si son acreditadas.
```
0 = Dr. 
Activos
                            Cr 
Equidad de los dueños
                Cr 
Pasivos
  
          .       _____________________________/\____________________________           .
          .      / Cr Ganancias Retenidas (beneficio)        Cr 
Acción común
 \          .
          .    _________________/\___________________________________      .            .
          .   / Dr. 
Gastos
          Cr Ganancias Retenidas iniciales \     .            .
          .     Dr. 
Dividendos
          Cr 
Ingresos
                            .            .
      \________________________/  \______________________________________________________/
       Aumentan por el débito           Aumentan por el crédito

          Acredita un crédito                         
Si se -------------------------> la cuenta aumenta su valor absoluto (balance)
          Debita un débito                              

          Debita un crédito                         
Si se -------------------------> la cuenta disminuye su valor absoluto (equilibrio)
          Acredita un débito
```

Cuando la misma cosa es hecha a una cuenta bajo su equilibrio normal, esta aumenta; cuándo se hace lo opuesto, esta disminuye. Esto se puede comparar con los signos en matemáticas: dos números positivos se añaden y dos números negativos también se añaden. Es sólo cuándo hay uno positivo y uno negativo (opuestos) que se restan.

## Versus la contabilidad de costos
- Los objetivos de contabilidad financiera son descubrir los resultados del año de contabilidad en la forma de beneficios y pérdida. Los objetivos de la contabilidad de costo son computar el costo del servicio/producto proveído por la empresa de una manera científica y facilitar el control y reducción de costos.
- La contabilidad financiera informa los resultados y la posición de la empresa al gobierno, acreedores, inversores, y partes externas. En tratarse de una herramienta de gestión, la contabilidad de costes está dirigida a un uso interno, es decir el empresario, los directivos de la compañía, etc. En resumen, la personas que tengan poder de decisión, para que puedan apoyarse en datos e información completos sobre su sociedad. En cuanto a la contabilidad financiera, ya hemos dicho que está dirigida a terceros ajenos a la entidad. Es decir, la Administración Pública, inversores, acreedores, entidades rectoras de mercados, etc.[13]
- La contabilidad de costo es un reporte interno para la toma de decisiones de la administración propia de una organización.
- En la contabilidad financiera, la clasificación de costos se basa en el tipo de transacción, p. ej. salarios, reparaciones, seguros, etc. En contabilidad de costos, la clasificación básicamente se basa en la base de las funciones, actividades, productos, procesos y en el control y planificación internos, además de las necesidades de información de la organización.
- La contabilidad financiera pretende presentar los datos de transacciones, beneficios y pérdidas de un periodo y el balance general en una fecha dada una manera "cierta y justa". La contabilidad de costos pretende en computar de una manera ‘cierta y justa' el coste de servicios/de producción ofrecidos por la empresa.[14]

## Cualificación relacionada
Muchas cualificaciones de contabilidad profesional cubren el campo de contabilidad financiera, incluyendo: Contable Público Autorizado (CPA), Contador Público y Contador Certificado.